# Children of the Corn: Genesis
Children of the Corn: Genesis (Brasil: Colheita Maldita: Genesis) é um filme de terror de 2011. escrito e dirigido por Joel Soisson.
É o nono filme da série Children of the Corn.
- Originalmente, o filme seria chamado de “Children of the Corn: The Dweller”.
- O filme foi dirigido por Joel Soisson, cujos créditos incluem a direção de Pulse 2 e 3; Anjos Rebeldes 4 e 5; produziu Colheita Maldita 7, e roteirizou Drácula 2000; O Homem Sem Sombra 2; Hellraiser 7, entre outros.

## Enredo
Tim e sua esposa grávida Allie, que estão viajando para ver o pai de Tim, procuram abrigo em um complexo num ambiente remoto pelos desertos da Califórnia, depois de ficarem perdidos e com o carro encalhado. São obrigados a aceitarem ajuda de um casal e seu filho. Um estranho pregador – ao estilo Charles Manson – relutantemente permite que fiquem no local desde que saiam pela manhã e não vão para lugares “onde vocês não foram convidados”. A princípio, o pregador e sua esposa Oksana negam que estejam ouvindo gritos e choros oriundos das ruínas próximas. Quando Allie resolve investigar, ela descobre que esbarraram num culto bizarro de adoração a uma entidade que pode – ou não – habitar  dentro de um garoto assombrado.

## Elenco
- J. Banicki como  Young Cole
- Dusty Burwell como The Child
- Kai Caster como Boy in Dress
- Kelen Coleman comoAllie
- Billy Drago como Preacher
- Barbara Nedeljakova como Helen
- Tim Rock como Tim
- Derek Jon Talsma como Boy with hatchet
- Duane Whitaker como Pritchett